# Mario Vergara
Mario Vergara (Frattamaggiore, 18 de noviembre de 1910–Shadaw, 25 de mayo de 1950) fue un presbítero y misionero católico italiano en Birmania, miembro del Pontificio Instituto Misiones Extranjeras. Es venerado como beato en la Iglesia católica.

## Biografía
Mario Vergara nació el 18 de noviembre de 1910 en el seno de una familia de operaria. Fue el último de nueve hijos. Entró en el seminario menor de Aversa a los 11 años. a los 17 fue admitido en el seminario regional de Posillipo de los jesuitas, donde sintió una llamada especial a la vida misionera. En 1929 se cambió al seminario de Monza de los misioneros del PIME, sin embargo, por motivos de salud, tuvo que regresar al seminario de Posillipo. Allí fue responsable del Círculo Misionero entre los estudiantes de teología.
En agosto de 1933, Vergara fue readmitido al noviciado de los misioneros del PIME de Sant'Ilario Ligure (barrio de Génova). El 26 de agosto de 1934 fue ordenado sacerdote por el cardenal Alfredo Ildefonso Schuster en la iglesia de Bernareggio. A finales de septiembre de ese mismo año partió para la misión en el protectorado británico de Birmania. En 1936 se le confió la guía del distrito de Citació, de la etnia cariane. Aparte de la evangelización se dedicó al desarrollo de los pueblos, fundó un orfanato para 82 niños birmanos y practicó la medicina tradicional.
Durante la Segunda Guerra Mundial, en 1940, fue prisionero en el campo de concentración inglés en India. Al ser liberado, se trasladó a Bombay para asistir a los soldados italianos, como capellán militar. Aún en el destierro, su deseo era regresar a Birmania, para ello se trasladó a Calcuta en 1946, con el fin de renovar su pasaporte. Mientras tanto, trabajó en la elaboración del primer catecismo birmano. En septiembre de ese año consiguió regresar a la misión, dedicándose especialmente a la reconstrucción de las aldeas y a la asistencia médica de los heridos de guerra. Se valió de catequistas autóctonos para llegar a más pueblos, entre estos destacó el seminarista Isidoro Ngei Ko Lat, además de su coadjutor Pietro Galastri.
Luego de la independencia de Birmania en 1948, con pretexto de la defensa de las costumbres birmanas, estalló una persecución anticatólica, en la que Mario Vergara fue asesinado (1950), junto al catequista Isidoro Ngei Ko Lat. Más tarde Pietro Galastri sufriría la misma suerte. Sus cuerpos fueron echados al río y nunca fueron encontrados.

## Culto
El proceso de beatificación de Mario Vergara y de Isidoro Ngei Ko Lat fue introducido por el obispo de Loikaw, Sotero Phamo, en el año 2003, como mártires de la fe católica. El 24 de mayo de 2014, en la catedral de Aversa, en una ceremonia precedida por el cardenal Angelo Amato, prefecto de la Congregación para las Causas de los Santos, con la participación del episcopado de Myanmar, bajo mandato del papa Francisco, se llevó a cabo la beatificación de los dos mártires.
La Iglesia católica en general se celebra su memoria el 24 de mayo, mientras que particularmente, es recordado por la diócesis de Loikaw, la diócesis de Aversa y el Pontificio Instituto Misiones Extranjeras, el día 25 de mayo.